# Viktor Klimenko (cantor)

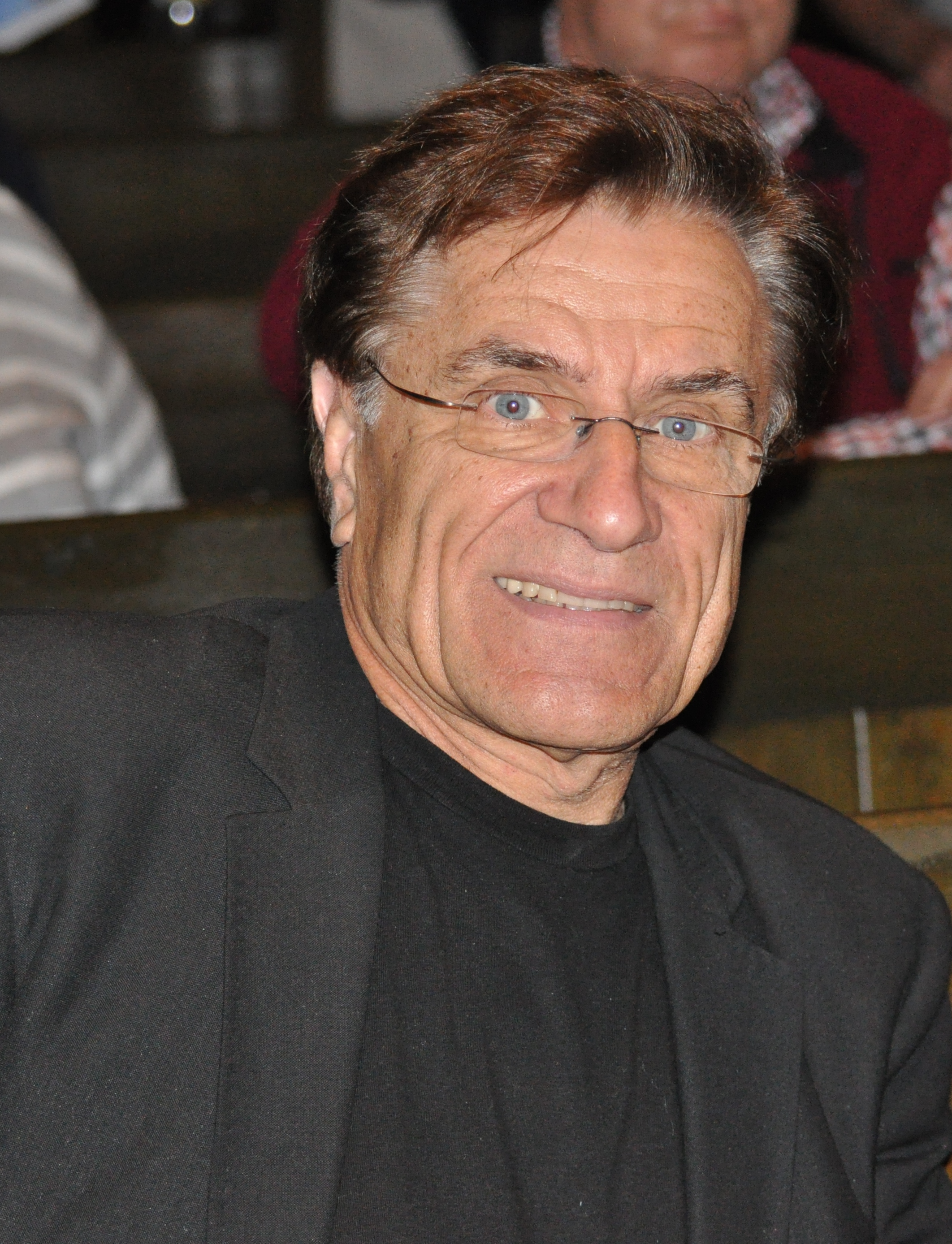
Viktor Klimenko

Viktor Klimenko (Svetnavalka, 24 de novembro de 1942 - ) é um cantor finlandês, nascido na povoação de Svetnavalka, Carélia, na então União Soviética, atual Rússia. Designou-se como o   "cantor Cossaco" (era de família cossaca). Uns anos depois partiu para a Finlândia, onde se tornou um músico importante e também surgiu em vários filmes, onde ele ele tocava. O Festival Eurovisão da Canção 1965, onde cantou o tema Aurinko laskee länteen foi a sua primeira atuação fora da Finlândia. Esta estreia não foi positiva, pois não logrou obter qualquer ponto (0 pontos), contudo foram cinco os países sem qualquer voto.
Em 1970, cinco anos após a presença no Festival Eurovisão da Canção 1965,o lançamento do disco Stenka Rasin, constituído por canções russas foi disco de ouro na Finlândia e mais tarde foi mesmo disco de platina. Este sucesso foi seguido por uma década de concertos e shows por todo o mundo. Viktor conseguiu mais nove discos de ouro e também um disco de platina. Em 1973, participou na comédia musical Kofferten (título norueguês), Ryck mig i vaskan (título sueco), uma co-produção entre a Sveriges Radio, BBC, Yle e a NRK.
Todavia, por volta de 1980, a sua vida pessoal era complicada, chegando a considerar o suicídio. Uma noite, antes da Páscoa estava pronto para pôr fim à vida. Porém, a última hora, lembrou-se como os seus pais o tinham ensinado a orar e decidiu que não iria perder nada se pedisse ajuda a Deus.
A partir de então virou-se para a música de inspiração cristã, passando a ser um cantor de música gospel.

## Discografia

### Singles
- Tuhansien järvien maa (1963)
- Neljäs mies (1964)
- Jokaiselle joku on kai rakkain (1964)
- Aurinko laskee länteen (1965)
- Balladi vaunukaravaanista / Nepis, intiaanityttö (1965)
- Eilinor (1965)

### Álbuns
- Stenka Rasin (1970)
- Milaja (1972)
- Viktor Klimenko (1972)
- Country & Eastern (1973)
- Saanhan luvan (1974)
- Kauneimmat joululaulut (1975)
- Do Dna (1977)
- Loista, pala, rakasta (1978)
- Nadja (1979)
- Jeesus on herra (1981)
- Minun Herrani ja Minun Jumalani Juhla! (1982)
- Halleluja, Jeesus saapuu (1983)
- Onnellinen mies (1985)
- Jerusalem...minun silmäteräni (1985)
- Viktor Klimenko & Profetiat (1987)
- Jerusalem (1987)
- Mama (1987)
- The Cossacks Album (1989)
- Matkamiehen unten maa (1993)
- Aarteet (1994)
- Hymn till kärleken (1994)
- 20 suosikkia - Jokaiselle joku on kai rakkain (1996)
- 20 suosikkia - Stenka Rasin (1997)
- Ljubovju Schivi (1998)
- Viinipuu (1999)
- Oi jouluyö (1999)
- Viktor Klimenko & The Angels: Kaupunki tuolla (2002)
- Viktor Klimenko & The Angels: Käymme joulun viettohon (2003)
- Ajomies - Viimeisen emigrantin rakastetuimmat laulut 1-2 (2003)
- Suomi huiput (2004)
- Hetki - Kasakan hellä kosketus (2006)